# Eleições europeias de 2009 em Vila Franca de Xira

## Resultados Oficiais
| Partido                 | Partido                        | Votos   | %               | +/-   |
| ----------------------- | ------------------------------ | ------- | --------------- | ----- |
|                         | Partido Socialista             | 11 702  | 27,64 / 100,00  | 20,69 |
|                         | Coligação Democrática Unitária | 9 452   | 22,33 / 100,00  | 2,29  |
|                         | Partido Social Democrata       | 7 133   | 16,85 / 100,00  | -     |
|                         | Bloco de Esquerda              | 5 863   | 13,85 / 100,00  | 7,05  |
|                         | Partido Popular                | 2 583   | 6,10 / 100,00   | -     |
|                         | PCTP/MRPP                      | 646     | 1,53 / 100,00   | 0,22  |
|                         | Movimento Esperança Portugal   | 597     | 1,41 / 100,00   | Novo  |
|                         | Outros                         | 1 334   | 3,15 / 100,00   |       |
| Votos Inválidos         | Votos Inválidos                | 3 022   | 7,14 / 100,00   | 3,56  |
| Total                   | Total                          | 42 332  | 100,00 / 100,00 |       |
| Eleitorado/Participação | Eleitorado/Participação        | 105 659 | 40,06 / 100,00  | 0,47  |

## Resultados por Freguesia
Os resultados seguintes referem-se aos partidos que obtiveram mais de 1,00% dos votos:
| Freguesia               | %     | %     | %     | %     | %    | %    | %    | Votantes |
| Freguesia               | PS    | CDU   | PSD   | BE    | CDS  | PCTP | MEP  | Votantes |
| ----------------------- | ----- | ----- | ----- | ----- | ---- | ---- | ---- | -------- |
| Alhandra                | 29,52 | 32,23 | 12,43 | 12,06 | 3,52 | 1,39 | 1,25 | 2 727    |
| Alverca do Ribatejo     | 29,70 | 22,97 | 15,82 | 13,61 | 5,07 | 1,27 | 1,17 | 9 550    |
| Cachoeiras              | 32,18 | 26,05 | 14,18 | 7,66  | 4,60 | 0,77 | 0,77 | 261      |
| Calhandriz              | 30,09 | 23,21 | 16,05 | 14,33 | 3,15 | 1,43 | 0,29 | 349      |
| Castanheira do Ribatejo | 30,60 | 25,41 | 14,21 | 10,46 | 5,23 | 1,70 | 2,05 | 2 294    |
| Forte da Casa           | 28,82 | 15,22 | 21,58 | 13,35 | 7,76 | 1,62 | 1,75 | 3 647    |
| Póvoa de Santa Iria     | 25,73 | 17,39 | 17,60 | 16,46 | 7,54 | 1,32 | 1,69 | 8 544    |
| São João dos Montes     | 25,29 | 30,16 | 16,06 | 9,58  | 5,45 | 1,72 | 1,03 | 1 744    |
| Sobralinho              | 32,82 | 25,57 | 11,77 | 13,36 | 3,88 | 1,65 | 1,21 | 1 572    |
| Vialonga                | 23,52 | 27,66 | 15,12 | 13,66 | 6,13 | 2,26 | 1,10 | 5 365    |
| Vila Franca de Xira     | 27,11 | 19,02 | 20,66 | 14,67 | 7,13 | 1,47 | 1,54 | 6 279    |
| Vila Franca de Xira     | 27,64 | 22,33 | 16,85 | 13,85 | 6,10 | 1,53 | 1,41 | 42 332   |

#### Alhandra
| Partido                 | Partido                        | Votos | %               | +/-   |
| ----------------------- | ------------------------------ | ----- | --------------- | ----- |
|                         | Coligação Democrática Unitária | 879   | 32,23 / 100,00  | 3,16  |
|                         | Partido Socialista             | 805   | 29,52 / 100,00  | 16,76 |
|                         | Partido Social Democrata       | 339   | 12,43 / 100,00  | -     |
|                         | Bloco de Esquerda              | 329   | 12,06 / 100,00  | 6,58  |
|                         | Partido Popular                | 96    | 3,52 / 100,00   | -     |
|                         | PCTP/MRPP                      | 38    | 1,39 / 100,00   | 0,03  |
|                         | Movimento Esperança Portugal   | 34    | 1,25 / 100,00   | Novo  |
|                         | Outros                         | 58    | 2,14 / 100,00   |       |
| Votos Inválidos         | Votos Inválidos                | 149   | 5,46 / 100,00   | 2,65  |
| Total                   | Total                          | 2 727 | 100,00 / 100,00 |       |
| Eleitorado/Participação | Eleitorado/Participação        | 6 079 | 44,86 / 100,00  | 0,98  |

#### Alverca do Ribatejo
| Partido                 | Partido                        | Votos  | %               | +/-   |
| ----------------------- | ------------------------------ | ------ | --------------- | ----- |
|                         | Partido Socialista             | 2 836  | 29,70 / 100,00  | 19,20 |
|                         | Coligação Democrática Unitária | 2 194  | 22,97 / 100,00  | 1,40  |
|                         | Partido Social Democrata       | 1 511  | 15,82 / 100,00  | -     |
|                         | Bloco de Esquerda              | 1 300  | 13,61 / 100,00  | 6,18  |
|                         | Partido Popular                | 484    | 5,07 / 100,00   | -     |
|                         | PCTP/MRPP                      | 121    | 1,27 / 100,00   | 0,16  |
|                         | Movimento Esperança Portugal   | 112    | 1,17 / 100,00   | Novo  |
|                         | Outros                         | 288    | 3,01 / 100,00   |       |
| Votos Inválidos         | Votos Inválidos                | 704    | 7,37 / 100,00   | 3,96  |
| Total                   | Total                          | 9 550  | 100,00 / 100,00 |       |
| Eleitorado/Participação | Eleitorado/Participação        | 23 065 | 41,40 / 100,00  | 1,01  |

#### Cachoeiras
| Partido                 | Partido                        | Votos | %               | +/-   |
| ----------------------- | ------------------------------ | ----- | --------------- | ----- |
|                         | Partido Socialista             | 84    | 32,18 / 100,00  | 14,97 |
|                         | Coligação Democrática Unitária | 68    | 26,05 / 100,00  | 2,41  |
|                         | Partido Social Democrata       | 37    | 14,18 / 100,00  | -     |
|                         | Bloco de Esquerda              | 20    | 7,66 / 100,00   | 6,03  |
|                         | Partido Popular                | 12    | 4,60 / 100,00   | -     |
|                         | Outros                         | 10    | 3,84 / 100,00   |       |
| Votos Inválidos         | Votos Inválidos                | 30    | 11,49 / 100,00  | 5,80  |
| Total                   | Total                          | 261   | 100,00 / 100,00 |       |
| Eleitorado/Participação | Eleitorado/Participação        | 589   | 44,31 / 100,00  | 4,37  |

#### Calhandriz
| Partido                 | Partido                        | Votos | %               | +/-   |
| ----------------------- | ------------------------------ | ----- | --------------- | ----- |
|                         | Partido Socialista             | 105   | 30,09 / 100,00  | 18,42 |
|                         | Coligação Democrática Unitária | 81    | 23,21 / 100,00  | 1,76  |
|                         | Partido Social Democrata       | 56    | 16,05 / 100,00  | -     |
|                         | Bloco de Esquerda              | 50    | 14,33 / 100,00  | 8,39  |
|                         | Partido Popular                | 11    | 3,15 / 100,00   | -     |
|                         | PCTP/MRPP                      | 5     | 1,43 / 100,00   | 0,77  |
|                         | Outros                         | 12    | 3,44 / 100,00   |       |
| Votos Inválidos         | Votos Inválidos                | 29    | 8,31 / 100,00   | 3,69  |
| Total                   | Total                          | 349   | 100,00 / 100,00 |       |
| Eleitorado/Participação | Eleitorado/Participação        | 792   | 44,07 / 100,00  | 5,32  |

#### Castanheira do Ribatejo
| Partido                 | Partido                        | Votos | %               | +/-   |
| ----------------------- | ------------------------------ | ----- | --------------- | ----- |
|                         | Partido Socialista             | 702   | 30,60 / 100,00  | 19,40 |
|                         | Coligação Democrática Unitária | 583   | 25,41 / 100,00  | 4,84  |
|                         | Partido Social Democrata       | 326   | 14,21 / 100,00  | -     |
|                         | Bloco de Esquerda              | 240   | 10,46 / 100,00  | 4,45  |
|                         | Partido Popular                | 120   | 5,23 / 100,00   | -     |
|                         | Movimento Esperança Portugal   | 47    | 2,05 / 100,00   | Novo  |
|                         | PCTP/MRPP                      | 39    | 1,70 / 100,00   | 0,23  |
|                         | Partido da Terra               | 24    | 1,05 / 100,00   | 0,79  |
|                         | Outros                         | 44    | 1,91 / 100,00   |       |
| Votos Inválidos         | Votos Inválidos                | 169   | 7,37 / 100,00   | 4,09  |
| Total                   | Total                          | 2 294 | 100,00 / 100,00 |       |
| Eleitorado/Participação | Eleitorado/Participação        | 6 185 | 37,09 / 100,00  | 1,15  |

#### Forte da Casa
| Partido                 | Partido                        | Votos | %               | +/-   |
| ----------------------- | ------------------------------ | ----- | --------------- | ----- |
|                         | Partido Socialista             | 1 051 | 28,82 / 100,00  | 22,05 |
|                         | Partido Social Democrata       | 787   | 21,58 / 100,00  | -     |
|                         | Coligação Democrática Unitária | 555   | 15,22 / 100,00  | 3,55  |
|                         | Bloco de Esquerda              | 487   | 13,35 / 100,00  | 6,54  |
|                         | Partido Popular                | 283   | 7,76 / 100,00   | -     |
|                         | Movimento Esperança Portugal   | 64    | 1,75 / 100,00   | Novo  |
|                         | PCTP/MRPP                      | 59    | 1,62 / 100,00   | 0,42  |
|                         | Outros                         | 130   | 3,56 / 100,00   |       |
| Votos Inválidos         | Votos Inválidos                | 231   | 6,33 / 100,00   | 2,44  |
| Total                   | Total                          | 3 647 | 100,00 / 100,00 |       |
| Eleitorado/Participação | Eleitorado/Participação        | 9 449 | 38,60 / 100,00  | 0,04  |

#### Póvoa de Santa Iria
| Partido                 | Partido                        | Votos  | %               | +/-   |
| ----------------------- | ------------------------------ | ------ | --------------- | ----- |
|                         | Partido Socialista             | 2 198  | 25,73 / 100,00  | 23,05 |
|                         | Partido Social Democrata       | 1 504  | 17,60 / 100,00  | -     |
|                         | Coligação Democrática Unitária | 1 486  | 17,39 / 100,00  | 1,76  |
|                         | Bloco de Esquerda              | 1 406  | 16,46 / 100,00  | 8,63  |
|                         | Partido Popular                | 644    | 7,54 / 100,00   | -     |
|                         | Movimento Esperança Portugal   | 144    | 1,69 / 100,00   | Novo  |
|                         | PCTP/MRPP                      | 113    | 1,32 / 100,00   | 0,29  |
|                         | Outros                         | 319    | 3,74 / 100,00   |       |
| Votos Inválidos         | Votos Inválidos                | 730    | 8,54 / 100,00   | 4,41  |
| Total                   | Total                          | 8 544  | 100,00 / 100,00 |       |
| Eleitorado/Participação | Eleitorado/Participação        | 21 164 | 40,37 / 100,00  | 0,85  |

#### São João dos Montes
| Partido                 | Partido                        | Votos | %               | +/-   |
| ----------------------- | ------------------------------ | ----- | --------------- | ----- |
|                         | Coligação Democrática Unitária | 526   | 30,16 / 100,00  | 2,17  |
|                         | Partido Socialista             | 441   | 25,29 / 100,00  | 17,68 |
|                         | Partido Social Democrata       | 280   | 16,06 / 100,00  | -     |
|                         | Bloco de Esquerda              | 167   | 9,58 / 100,00   | 3,90  |
|                         | Partido Popular                | 95    | 5,45 / 100,00   | -     |
|                         | PCTP/MRPP                      | 30    | 1,72 / 100,00   | 1,32  |
|                         | Movimento Esperança Portugal   | 18    | 1,03 / 100,00   | Novo  |
|                         | Partido Humanista              | 18    | 1,03 / 100,00   | 0,57  |
|                         | Outros                         | 40    | 2,30 / 100,00   |       |
| Votos Inválidos         | Votos Inválidos                | 129   | 7,39 / 100,00   | 4,16  |
| Total                   | Total                          | 1 744 | 100,00 / 100,00 |       |
| Eleitorado/Participação | Eleitorado/Participação        | 3 714 | 46,96 / 100,00  | 0,41  |

#### Sobralinho
| Partido                 | Partido                        | Votos | %               | +/-   |
| ----------------------- | ------------------------------ | ----- | --------------- | ----- |
|                         | Partido Socialista             | 516   | 32,82 / 100,00  | 20,10 |
|                         | Coligação Democrática Unitária | 402   | 25,57 / 100,00  | 0,57  |
|                         | Bloco de Esquerda              | 210   | 13,36 / 100,00  | 8,45  |
|                         | Partido Social Democrata       | 185   | 11,77 / 100,00  | -     |
|                         | Partido Popular                | 61    | 3,88 / 100,00   | -     |
|                         | PCTP/MRPP                      | 26    | 1,65 / 100,00   | 0,06  |
|                         | Movimento Esperança Portugal   | 19    | 1,21 / 100,00   | Novo  |
|                         | Outros                         | 42    | 2,67 / 100,00   |       |
| Votos Inválidos         | Votos Inválidos                | 111   | 7,06 / 100,00   | 3,61  |
| Total                   | Total                          | 1 572 | 100,00 / 100,00 |       |
| Eleitorado/Participação | Eleitorado/Participação        | 3 871 | 40,61 / 100,00  | 2,45  |

#### Vialonga
| Partido                 | Partido                        | Votos  | %               | +/-   |
| ----------------------- | ------------------------------ | ------ | --------------- | ----- |
|                         | Coligação Democrática Unitária | 1 484  | 27,66 / 100,00  | 4,53  |
|                         | Partido Socialista             | 1 262  | 23,52 / 100,00  | 22,41 |
|                         | Partido Social Democrata       | 811    | 15,12 / 100,00  | -     |
|                         | Bloco de Esquerda              | 733    | 13,66 / 100,00  | 7,39  |
|                         | Partido Popular                | 329    | 6,13 / 100,00   | -     |
|                         | PCTP/MRPP                      | 121    | 2,26 / 100,00   | 0,57  |
|                         | Movimento Esperança Portugal   | 59     | 1,10 / 100,00   | Novo  |
|                         | Outros                         | 193    | 3,60 / 100,00   |       |
| Votos Inválidos         | Votos Inválidos                | 373    | 6,95 / 100,00   | 2,99  |
| Total                   | Total                          | 5 365  | 100,00 / 100,00 |       |
| Eleitorado/Participação | Eleitorado/Participação        | 14 489 | 37,03 / 100,00  | 0,89  |

#### Vila Franca de Xira
| Partido                 | Partido                        | Votos  | %               | +/-   |
| ----------------------- | ------------------------------ | ------ | --------------- | ----- |
|                         | Partido Socialista             | 1 702  | 27,11 / 100,00  | 20,73 |
|                         | Partido Social Democrata       | 1 297  | 20,66 / 100,00  | -     |
|                         | Coligação Democrática Unitária | 1 194  | 19,02 / 100,00  | 1,62  |
|                         | Bloco de Esquerda              | 921    | 14,67 / 100,00  | 7,75  |
|                         | Partido Popular                | 448    | 7,13 / 100,00   | -     |
|                         | Movimento Esperança Portugal   | 97     | 1,54 / 100,00   | Novo  |
|                         | PCTP/MRPP                      | 92     | 1,47 / 100,00   | 0,52  |
|                         | Outros                         | 161    | 2,56 / 100,00   |       |
| Votos Inválidos         | Votos Inválidos                | 367    | 5,84 / 100,00   | 2,57  |
| Total                   | Total                          | 6 279  | 100,00 / 100,00 |       |
| Eleitorado/Participação | Eleitorado/Participação        | 16 262 | 38,61 / 100,00  | 1,86  |